# Teal Ponds
Die Teal Ponds sind eine Reihe von Seen auf Südgeorgien. Sie liegen in einem von Tussockgras bewachsenen Tal 500 m südlich des Dartmouth Point an der Ostseite des Moraine Fjord.
Wissenschaftler des Falkland Islands Dependencies Survey nahmen 1951 grobe Vermessungen und die Benennung vor. Namensgeber ist eine auf Südgeorgien lebende Unterart der Spitzschwanzente (englisch South Georgian teal, lateinisch Anas georgica georgica), die in größerer Zahl in diesen Seen anzutreffen ist.